# William G. Dever
Pour les articles homonymes, voir Dever.
William G. Dever, né le 27 novembre 1933 à Louisville au Kentucky, est un archéologue américain, spécialiste de la période biblique. Il a été professeur d'archéologie à l'université d'Arizona, à Tucson, de 1975 à 2002.

## Carrière
Dever est un spécialiste des questions relatives à l'historicité de la Bible. Il est un des derniers archéologues reconnus à s’être opposés à ceux qu’il appelle les « minimalistes » qui nient toute valeur historique à la Bible sans jamais toutefois se rapprocher des thèses des maximalistes. Il a notamment écrit Quand la Bible dit Vrai en réponse au livre La Bible dévoilée. Mais, plus récemment, il a fini par se rapprocher des positions minimalistes. « J'ai écrit pour mettre en échec les minimalistes, puis je suis devenu un d'entre eux » (I wrote to frustrate Biblical minimalists, then I became one of them).
Il n'appartient pas au courant de l'Archéologie biblique, dont il considère que la démarche est trop réductrice à la Bible et trop naïve.
Il a repris la théorie de la révolte paysanne, du bibliste George Mendenhall et du sociologue Norman Gottwald, sur l'origine des premiers Israélites. Selon cette théorie, la conquête israélite s'est accomplie lorsqu'un nombre important de paysans cananéens ont renversé leurs maîtres et seigneurs des cités pour devenir la communauté des Israélites. Dever a complété cette théorie en lui ajoutant une argumentation archéologique, selon laquelle l'occupation des hautes terres est attribuée à deux innovations technologiques : la capacité de creuser des citernes dans le roc et celle de les enduire. Israël Finkelstein, l'un des archéologues à qui on doit la découverte des habitats des premiers Israélites, conteste cette thèse en faisant remarquer que la technologie des citernes était connue et utilisée bien longtemps avant l'émergence de l'Israël primitif.

## Publications
- Aux origines d'Israël. Quand la Bible dit vrai, Éditions Bayard, 2005. Édition originale : Who where the Early Israelites and where did they come from ?, éditions Eerdmans, 2003  (ISBN 0-8028-0975-8).
- What Did the Biblical Writers Know and When Did They Know It? What Archaeology Can Tell Us about the Reality of Ancient Israel, éditions Eerdmans, 2001 ISBN  (ISBN 0-8028-4794-3)
- Did God Have a Wife?: Archaeology and Folk Religion in Ancient Israel, éditions Eerdmans, 2005 ISBN  (ISBN 0-8028-2852-3)
- The Lives of Ordinary People in Ancient Israel : When Archaeology and the Bible Intersect, 2012 ISBN  (ISBN 0-8028-6701-4)